# Рафальский, Олег Алексеевич
Олег Алексеевич Рафальский (укр. Олег Олексійович Рафальський; род. 21 октября 1959, с. Забродье, Черняховский район, Житомирская область, УССР, СССР) — советский и украинский учёный и политик. Заместитель главы Администрации президента Украины (2010—2014). С 2014 — директор Института политических и этнонациональных исследований имени И. Ф. Кураса НАН Украины. Академик, вице-президент НАН Украины, академик НАПН Украины. Входит в состав научного совета Украинского исторического журнала.

## Образование
В 1983 году окончил Киевский государственный университет имени Тараса Шевченко. Историк, преподаватель истории и обществоведения.
Доктор исторических наук (2001), профессор (2003).

## Карьера
- 1978—1983 — студент Киевского государственного университета имени Т. Г. Шевченко.
- 1983—1984 — ассистент Кировоградского государственного педагогического института имени А. С. Пушкина.
- 1984—1987 — секретарь комитета комсомола Кировоградского государственного педагогического института имени А. С. Пушкина.
- 1987—1990 — аспирант Киевского государственного университета имени Т. Г. Шевченко
- 1990—1997 — старший преподаватель, заведующий кафедрой, и. о. декана факультета Кировоградского государственного педагогического института имени А. С. Пушкина.
- 1997—1998 — декан факультета, доцент Кировоградского государственного педагогического университета имени В. Винниченко.
- 1998—2000 — докторант Института политических и этнонациональных исследований им. И. Ф. Кураса НАН Украины.
- 2000—2003 — ведущий научный сотрудник Института политических и этнонациональных исследований имени И. Ф. Кураса НАН Украины.
- 2003—2005 — руководитель Главного управления по вопросам внутренней политики Администрации Президента Украины.
- 2005—2006 — ведущий научный сотрудник Института политических и этнонациональных исследований имени И. Ф. Кураса НАН Украины.
- 2006—2007 — заместитель руководителя аппарата премьер-министра Украины.
- 2008—2010 — первый заместитель заведующего секретариата депутатской фракции Партии регионов.
- 2010—2011 — заместитель главы Администрации президента Украины — руководитель Главного управления документального обеспечения Администрации президента Украины.
- 2011—2014 — заместитель главы Администрации президента Украины.
- 26 февраля — 5 марта 2014 — в. и. о. главы Администрации президента Украины.[2]
- 27 октября 2014 президент Украины Пётр Порошенко освободил О. Рафальского с должности заместителя главы Администрации президента (Указ № 825 от 27 октября 2014). О. Рафальский уволен по собственному желанию.[3]
- С 2014 — директор Института политических и этнонациональных исследований имени И. Ф. Кураса НАН Украины.

Член президиума правления Национального союза краеведов Украины, автор более 115 научных трудов.

## Награды
Заслуженный деятель науки и техники Украины (2004). Лауреат премии НАН Украины имени М. С. Грушевского (2007). Лауреат государственной премии по науке и технике 2017 за работу «Цивилизационный выбор Украины и социальный прогресс».